# Isochoor
Isochoor staat voor het constant houden van het gasvolume (etym. Grieks is(o)- gelijk + -chor (van Grieks χωρος plaats, klare ruimte)). Een isochoor is in een grafiek een lijn van eigenschappen van een hoeveelheid gas (N atomen|moleculen, {\displaystyle n=N/N_{A}} mol) die punten met gelijk volume (V) verbindt. Dit wordt meestal afgebeeld als een rechte door de oorsprong in het (temperatuur, druk)-diagram, want {\textstyle p=R\times T/v} (ideaal gas) met molair volume {\textstyle v=V\times N_{A}} (m3/mol) en {\textstyle R=k_{B}N_{A}}.
Waarin NA getal van Avogadro (/mol), universele gasconstante R (J/K/mol) en kB constante van Boltzmann (joule/kelvin), ofwel {\textstyle p=k_{B}T/V} met druk p in pascal/10-5 bar ({\textstyle \lesssim } 10 μatm), voorheen psi abs., volume V in kuub en absolute temperatuur T in kelvin.